# Renato Ascari Raccagni
Renato Ascari Raccagni (Forlì, 18 luglio 1920 – Forlì, 29 settembre 2008) è stato un politico italiano.

## Biografia
Laureato in scienze economiche e commerciali. Esponente romagnolo del Partito Repubblicano Italiano. Nel 1961 diventa assessore comunale a Forlì e nel 1967 è nominato consigliere della Cassa dei Risparmi di Forlì. Nel 1972 viene eletto alla Camera dei Deputati, venendo poi confermato anche alle elezioni politiche del 1976. Conclude il proprio mandato parlamentare nel 1979.
Dal 1987 al 2006 è presidente della Cassa dei Risparmi di Forlì.
Sposato con Anna Spazzoli, ebbe due figli. È morto il 29 settembre 2008 all'età di 88 anni.